# بازرسی

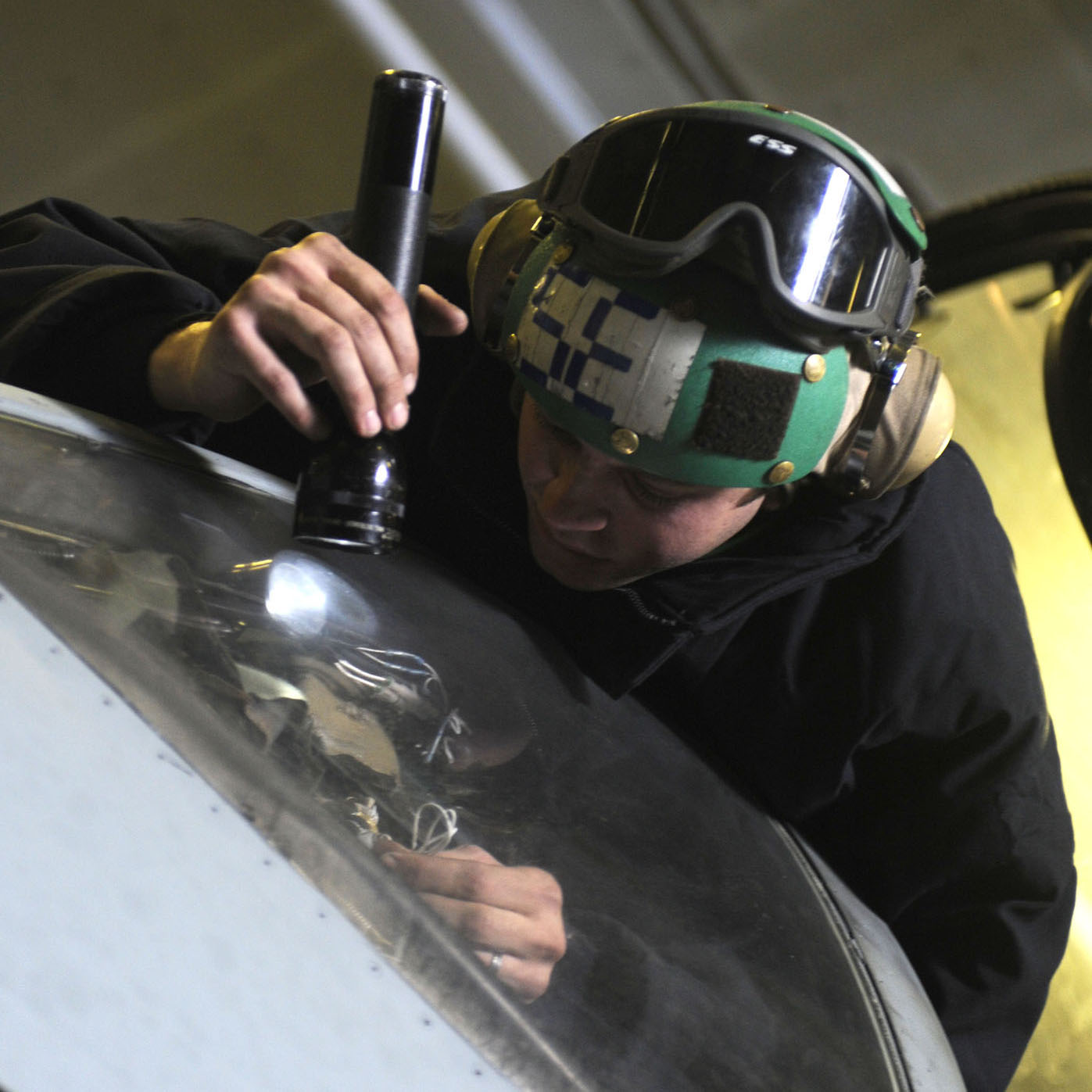
بازرسی تجهیزات الکترونیکی یک هواپیمای جنگنده

بررسی محصول در حین یا پس از ساخت، به صورت دستی یا خودکار، بازرسی (به انگلیسی: inspection) نامیده می‌شود. هدف از بازرسی اطمینان از مطابقت محصول با مشخصات فنی از پیش تعیین شده می‌باشد.
به صورت کلی، بازرسی قطعات یا محصولات به دو روش امکان پذیر است:
1. به کمک صفات آن؛ استفاده از گیج های مختلف برای تعیین اینکه یک محصول خوب یا بد است، که نتیجه آن به صورت بله یا خیر مشخص می شود.
2. به کمک متغیرها؛ استفاده از ابزارهای کالیبره شده برای تعیین ابعاد محصول و مقایسه آن با یک اندازه مرجع یا تلرانس تعیین شده.

برای مثال در یک خودروی سواری، سرعت سنج و گیج فشار روغن، ابزارهای اندازه گیری متغیر هستند، اما چراغ فشار روغن یک گیج از نوع صفتی است.